# Verbascum longirostre
Verbascum longirostre är en flenörtsväxtart som först beskrevs av Svante Samuel Murbeck, och fick sitt nu gällande namn av Huber-morath. Verbascum longirostre ingår i släktet kungsljus, och familjen flenörtsväxter. Utöver nominatformen finns också underarten V. l. hoggarica.